# 城陽市
城陽市（じょうようし）は、京都府の南部に位置する市。
京都市と奈良市のほぼ中間に位置する。

## 概要
正道官衙遺跡（国の史跡）や久世神社、水度神社（いずれも本殿は国の重要文化財）などの歴史的建築物を擁する都市である。
金銀糸の生産高では、日本国内の約60%を占めている。
また、日本プロサッカーリーグ（Jリーグ）に加盟する京都サンガF.C.のホームタウンの一つであり、サンガの練習場である京都サンガF.C.東城陽グラウンド（サンガタウン城陽）が市内に位置している。なお、京都府が計画している球技専用スタジアムの建設予定地に立候補したが、最終的に落選した（詳細はサンガスタジアム by KYOCERAを参照）。
当市発祥のスポーツとして「エコロベース」がある。

### 名称
地名の由来
市名は、城陽町設置の際に公募。「山城国南部、陽の当たる豊かな土地」という意味。

## 地理

城陽市中心部周辺の空中写真。2021年6月8日撮影の14枚を合成作成。。

京都盆地の南東部に位置し、西に木津川、東に丘陵地を有する。京都府南部の南山城地域に属している。市内を南北に縦断する国道24号・JR奈良線・近鉄京都線が京都市と奈良市を結んでおり、城陽市は両市のほぼ中間にある。市南部では東西に青谷川が流れる。地勢は西部（大久保バイパス近辺）は概ね平坦で、東部に向かうにつれて起伏の多い地形になっている。

### 位置
東西9.0 km、南北5.4 km、総面積32.74 km²

### 地形

#### 山岳
主な山
- 鴻ノ巣山

#### 河川
主な川
- 木津川
- 青谷川

### 人口
平成22年国勢調査より前回調査からの人口増減をみると、1.94％減の80,051人であり、増減率は府下26市町村中11位、36行政区域中20位。
| |                                        |  |
| 城陽市と全国の年齢別人口分布（2005年） | 城陽市の年齢・男女別人口分布（2005年） |  |
| ■紫色 ― 城陽市 ■緑色 ― 日本全国 | ■青色 ― 男性 ■赤色 ― 女性              |  |
| 城陽市（に相当する地域）の人口の推移 \| 1970年（昭和45年） \| 35,658人 \| \| \| 1975年（昭和50年） \| 58,923人 \| \| \| 1980年（昭和55年） \| 74,350人 \| \| \| 1985年（昭和60年） \| 81,850人 \| \| \| 1990年（平成2年） \| 84,770人 \| \| \| 1995年（平成7年） \| 85,398人 \| \| \| 2000年（平成12年） \| 84,346人 \| \| \| 2005年（平成17年） \| 81,636人 \| \| \| 2010年（平成22年） \| 80,037人 \| \| \| 2015年（平成27年） \| 76,869人 \| \| \| 2020年（令和2年） \| 74,607人 \| \| |                                        |  |
| 総務省統計局 国勢調査より |                                        |  |
| 1970年（昭和45年） | 35,658人                               |  |
| 1975年（昭和50年） | 58,923人                               |  |
| 1980年（昭和55年） | 74,350人                               |  |
| 1985年（昭和60年） | 81,850人                               |  |
| 1990年（平成2年） | 84,770人                               |  |
| 1995年（平成7年） | 85,398人                               |  |
| 2000年（平成12年） | 84,346人                               |  |
| 2005年（平成17年） | 81,636人                               |  |
| 2010年（平成22年） | 80,037人                               |  |
| 2015年（平成27年） | 76,869人                               |  |
| 2020年（令和2年） | 74,607人                               |  |

人口は約7万人で、同じ京都府にある福知山市とほぼ同水準であるが、城陽市は市域が狭いため、人口密度は福知山市の約17倍となっている。

### 隣接自治体
京都府
- 宇治市
- 八幡市
- 京田辺市
- 綴喜郡：井手町
- 綴喜郡：宇治田原町
- 久世郡：久御山町

八幡市とは木津川で隔てられており、八幡市へ行くには久御山町の国道1号線の橋や上津屋橋、御幸橋 (八幡市)などを経由して行くことになる。但し上津屋橋は欄干がなく、車は通行不可である。

## 歴史

### 沿革
- 1951年（昭和26年）4月1日 - 久世郡久津川村・富野荘村・寺田村・綴喜郡青谷村が合併して久世郡城陽町が発足。
- 1972年（昭和47年）5月3日 - 久世郡城陽町が市制施行して城陽市となる。

## 政治

### 行政

#### 市長
- 市長：奥田敏晴（2013年9月25日就任、2期目）

歴代市長
| 代   | 氏名     | 就任          | 退任          | 備考              |
| ---- | -------- | ------------- | ------------- | ----------------- |
| 初代 | 島利一   | 1971年4月30日 | 1975年4月29日 | 城陽町長6代として |
| 2代  | 島利一   | 1975年4月30日 | 1977年8月31日 |                   |
| 3代  | 今道仙次 | 1977年9月25日 | 1981年9月24日 |                   |
| 4代  | 今道仙次 | 1981年9月25日 | 1985年9月24日 |                   |
| 5代  | 今道仙次 | 1985年9月25日 | 1989年9月24日 |                   |
| 6代  | 今道仙次 | 1989年9月25日 | 1993年9月24日 |                   |
| 7代  | 今道仙次 | 1993年9月25日 | 1997年9月24日 |                   |
| 8代  | 大西忠   | 1997年9月25日 | 2001年9月24日 |                   |
| 9代  | 橋本昭男 | 2001年9月25日 | 2005年9月24日 |                   |
| 10代 | 橋本昭男 | 2005年9月25日 | 2009年9月24日 |                   |
| 11代 | 橋本昭男 | 2009年9月25日 | 2013年9月24日 |                   |
| 12代 | 奥田敏晴 | 2013年9月25日 | 2017年9月24日 |                   |
| 13代 | 奥田敏晴 | 2017年9月25日 | 現職          |                   |

### 議会

#### 市議会
城陽市議会
- 定数：20人[3]

#### 国会
衆議院
- 選挙区：京都6区（宇治市、城陽市、八幡市、京田辺市、木津川市、久世郡、綴喜郡、相楽郡）
- 任期：2021年10月31日 - 2025年10月30日
- 投票日：2021年10月31日
- 当日有権者数：460,284人
- 投票率：56.81％

| 当落 | 候補者名   | 年齢 | 所属党派     | 新旧別 | 得票数    | 重複 |
| ---- | ---------- | ---- | ------------ | ------ | --------- | ---- |
| 当   | 山井和則   | 59   | 立憲民主党   | 前     | 116,111票 | ○    |
|      | 清水鴻一郎 | 75   | 自由民主党   | 元     | 82,004票  |      |
|      | 中嶋秀樹   | 50   | 日本維新の会 | 新     | 58,487票  | ○    |

## 出先機関・施設

### 施設

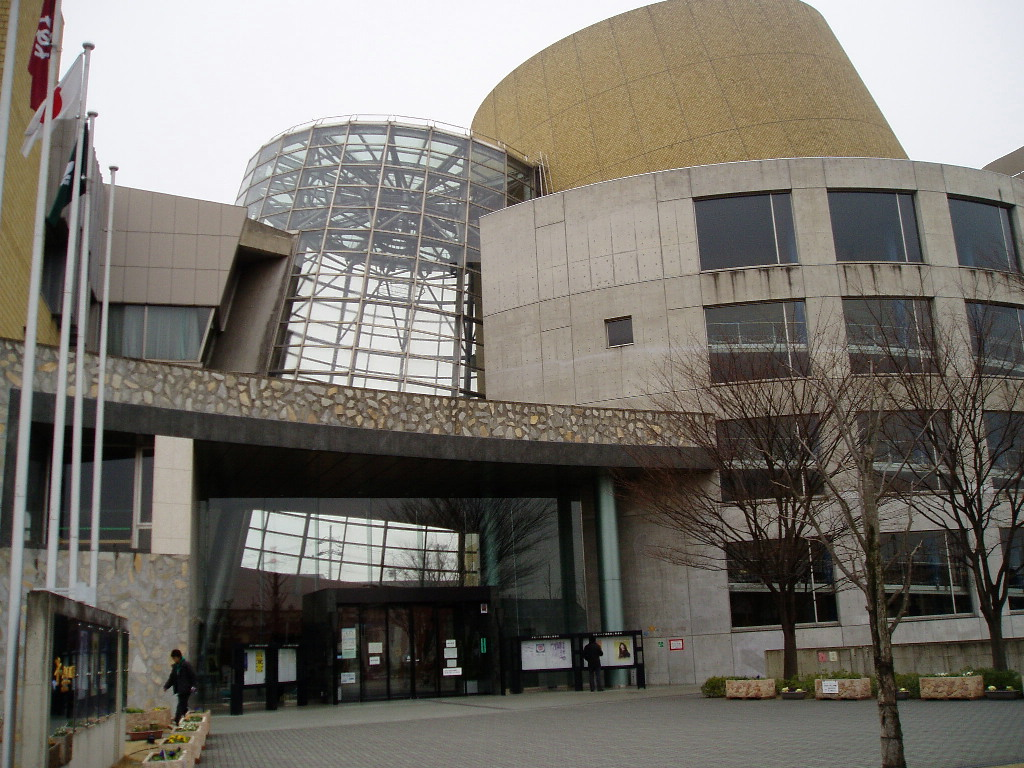
文化パルク城陽

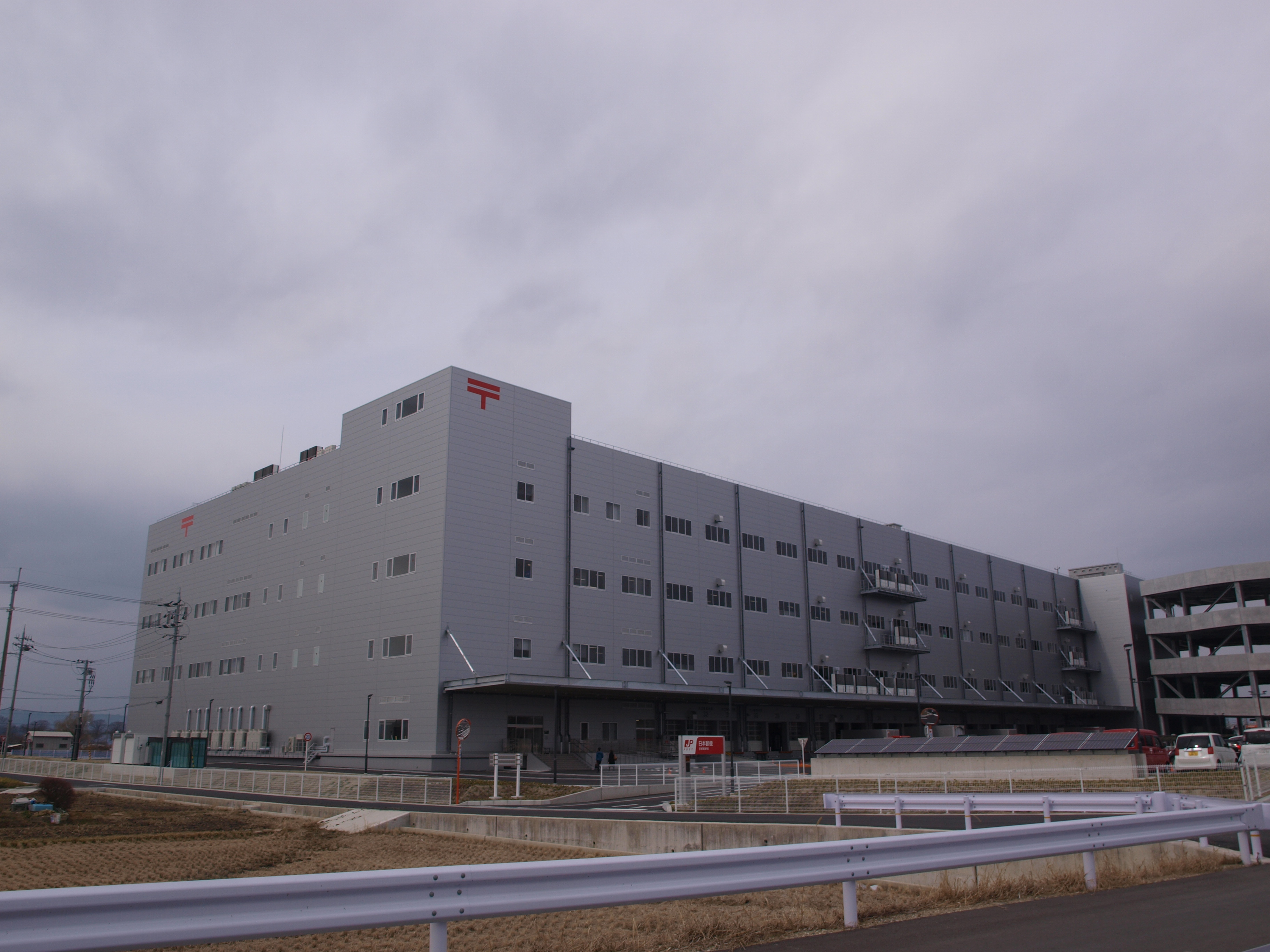
京都郵便局

#### 警察
- 京都府城陽警察署（城陽市寺田庭井25-1）
  - 久津川交番（城陽市平川指月77-1）
  - 富野荘交番（城陽市富野南清水46-6）
  - 青谷交番（城陽市中向河原1）
  - 寺田交番（城陽市寺田高田40-6）

#### 消防
本部
- 城陽市消防本部（城陽市富野東田部33）

消防署
- 城陽市消防署（城陽市富野東田部33）

分署
- 久津川分署（城陽市平川横道29-1）
- 青谷分署（城陽市中樋ノ上45-1）

#### 医療・福祉
主な病院
- 国立病院機構南京都病院
- 京都きづ川病院

#### 郵便局
主な郵便局
- 京都郵便局
- 城陽郵便局（610-01）

#### 文化施設
図書館
- 城陽市立図書館
  - 北部・南部・東部・今池・青谷の各コミュニティセンターにおいても資料の貸出・返却が本館と共通して行える。

交流施設
- 文化パルク城陽

#### 体育施設
公園
- 城陽市総合運動公園（鴻ノ巣山運動公園・ロゴスランド）

## 対外関係

### 姉妹都市・提携都市

#### 国内
姉妹都市
| 都市名 | 都道府県 | 地方名   | 提携年月日                 |
| ------ | -------- | -------- | -------------------------- |
| 三朝町 | 鳥取県   | 中国地方 | 2012年（平成24年）10月20日 |

#### 海外
姉妹都市
| 都市名         | 国名           | 地域名       | 提携年月日                |
| -------------- | -------------- | ------------ | ------------------------- |
| 慶山市         | 大韓民国       | 慶尚北道     | 1991年（平成3年）1月22日  |
| バンクーバー市 | アメリカ合衆国 | ワシントン州 | 1995年（平成7年）10月30日 |

## 経済

### 第二次産業

#### 工業
- サントリー食品工業宇治川工場　（サントリー食品インターナショナル株式会社グループ傘下）
- ワタキューセイモア 城陽工場

### 第三次産業

#### 商業
主な商業施設
- 平和堂 アル・プラザ城陽
- 上新電機 ジョーシン城陽インター店
- ライフ 寺田店

2019年11月下旬、東部丘陵地にアウトレットモール進出計画を進める三菱地所・サイモン（東京都）の大規模開発基本構想をテーマに、市議会建設委員会が開かれた。事業者が来年7月に開発に着手し、2024年3月末に終える予定としていることを市が報告した。

### 拠点を置く企業
- 伊賀屋食品工業
- 応用電機 - 測量機器、医療機器などの開発、製造を行う会社。
- クリバース
- 星和電機 - 本社工場も併設

## 情報・生活

### マスメディア

#### 電波銀座
城陽市は京都府有数の電波銀座であり、近畿広域圏局や京都府域局はもちろんのこと、大阪府域局、兵庫県域局、奈良県域の放送局を市の大半で直接受信が可能である。
京都府を放送対象地域とするテレビ局
- 近畿広域圏局
  - NHK大阪放送局教育テレビジョン（アナログ12ch、リモコンキーID「2」）。
  - 毎日放送（アナログ4ch、リモコンキーID「4」）。
  - 朝日放送テレビ（アナログ6ch、リモコンキーID「6」）。
  - 関西テレビ（アナログ8ch、リモコンキーID「8」）。
  - 読売テレビ（アナログ10ch、リモコンキーID「10」）。
- 京都府域局
  - NHK京都放送局総合テレビジョン（アナログ32ch、リモコンキーID「1」）。
  - KBS京都（アナログ34ch、リモコンキーID「5」）。

区域外の受信可能なテレビ局
- 大阪府域局
  - NHK大阪放送局総合テレビジョン（アナログ2ch、リモコンキーID「1」）。
  - テレビ大阪（アナログ21ch(枚方中継局)、リモコンキーID「7」）。
- 兵庫県域局
  - NHK神戸放送局総合テレビジョン（アナログ28ch、リモコンキーID「1」）。
  - サンテレビジョン（アナログ36ch、リモコンキーID「3」）。
- 奈良県域局
  - NHK奈良放送局総合テレビジョン（アナログ51ch、リモコンキーID「1」）。
  - 奈良テレビ放送（アナログ55ch、リモコンキーID「9」）。

これにより13のテレビ電波（民放は8局）を受信でき、NHK総合テレビジョンはアナログ・デジタルともに最大4局を受信可能な珍しい地域となっている。

### ライフライン

#### 電力
- 関西電力

#### ガス
- 大阪ガス

#### 上下水道
- 京都府営水道
- 城陽市上下水道部

#### 電信
- NTT西日本

市外局番
- 全域で0774

## 教育

### 高等学校
府立
- 京都府立城陽高等学校
- 京都府立西城陽高等学校

### 中学校
市立
- 城陽市立北城陽中学校
- 城陽市立城陽中学校
- 城陽市立西城陽中学校
- 城陽市立東城陽中学校
- 城陽市立南城陽中学校

### 小学校
市立
- 城陽市立青谷小学校
- 城陽市立今池小学校
- 城陽市立久世小学校
- 城陽市立久津川小学校
- 城陽市立寺田小学校
- 城陽市立寺田西小学校
- 城陽市立寺田南小学校
- 城陽市立富野小学校
- 城陽市立深谷小学校
- 城陽市立古川小学校

### 特別支援学校
府立
- 京都府立城陽支援学校

## 交通

### 鉄道
西日本旅客鉄道（JR西日本）
- 奈良線
  - 山城青谷駅 - 長池駅 - 城陽駅

近畿日本鉄道（近鉄）
- 京都線
  - 久津川駅 - 寺田駅 - 富野荘駅

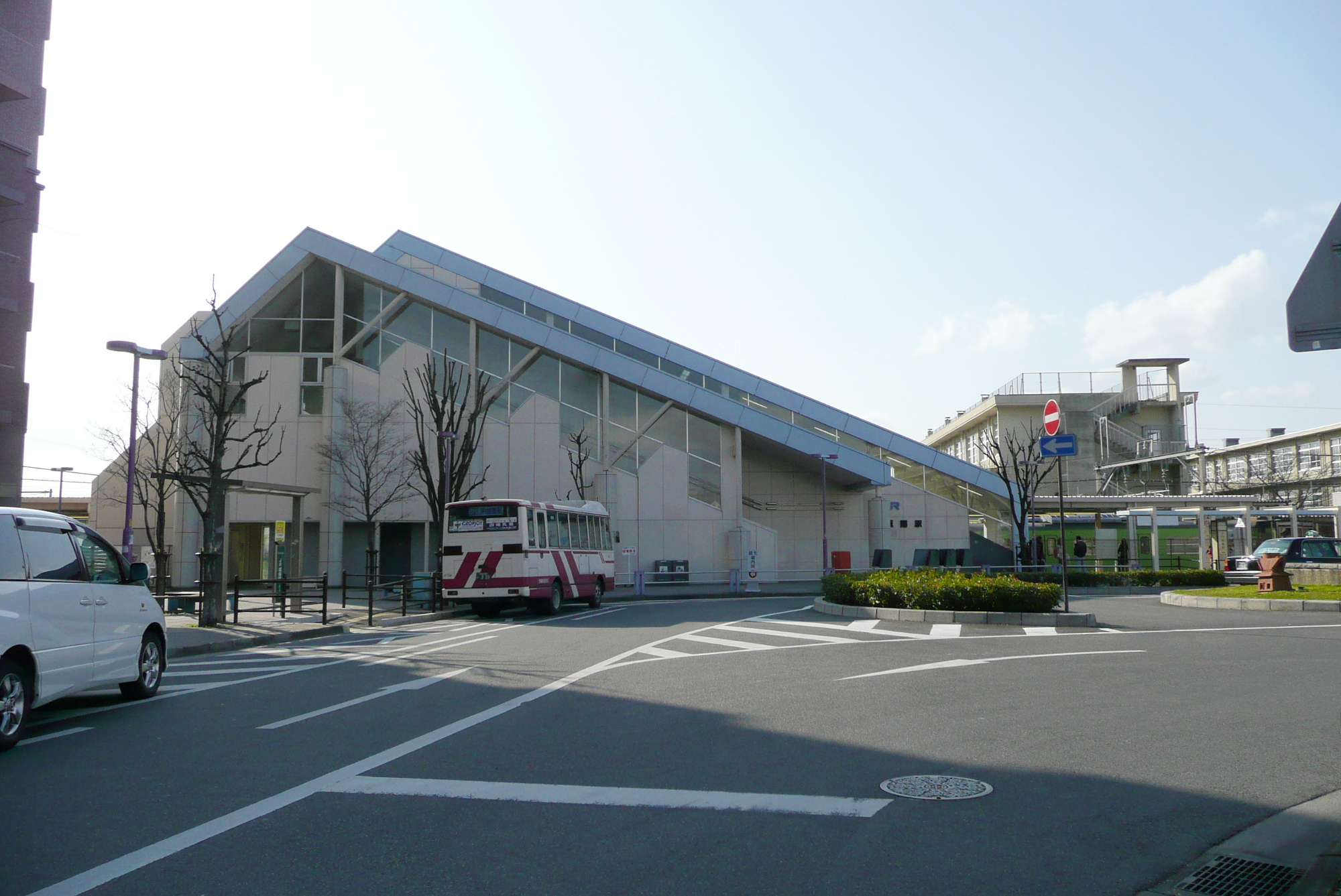
城陽駅（東側）

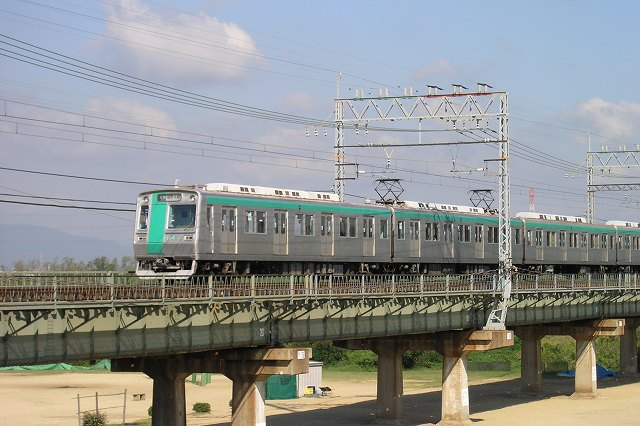
木津川を渡る近鉄京都線へ乗り入れる京都市営地下鉄10系

JR城陽駅は快速停車駅であり、同駅が市役所の最寄り駅である。なお、利用者数は近鉄寺田駅が一番多い。
北部は宇治市にある近鉄京都線の急行停車駅大久保駅やJR奈良線の新田駅が徒歩圏のため、両駅への利用者も多い。また、近鉄大久保駅へは市内北東部からのバス路線が通じており、合わせて利用者が多い。
近鉄線は、ラッシュ時及び日中を中心に、大久保、新田辺両駅での急行列車との緩急接続が行われている。また、大阪市への通勤ではJR奈良線利用で京都駅乗り換えの他、近鉄京都線に乗り、新田辺駅（京田辺市）から徒歩連絡するJR学研都市線（京田辺駅）の快速電車に乗り換えて大阪方面へ向かう客も多い。

### バス
京都京阪バス
- 市北東部から近鉄大久保駅に向かう一般路線バスを運行している。
- 市南端を通る国道307号が徒歩圏となる地域では、近鉄新田辺駅と宇治田原町を結ぶ路線も利用可能。青谷方面乗合タクシーと接続する便もある。

詳細は京都京阪バス八幡営業所を参照。

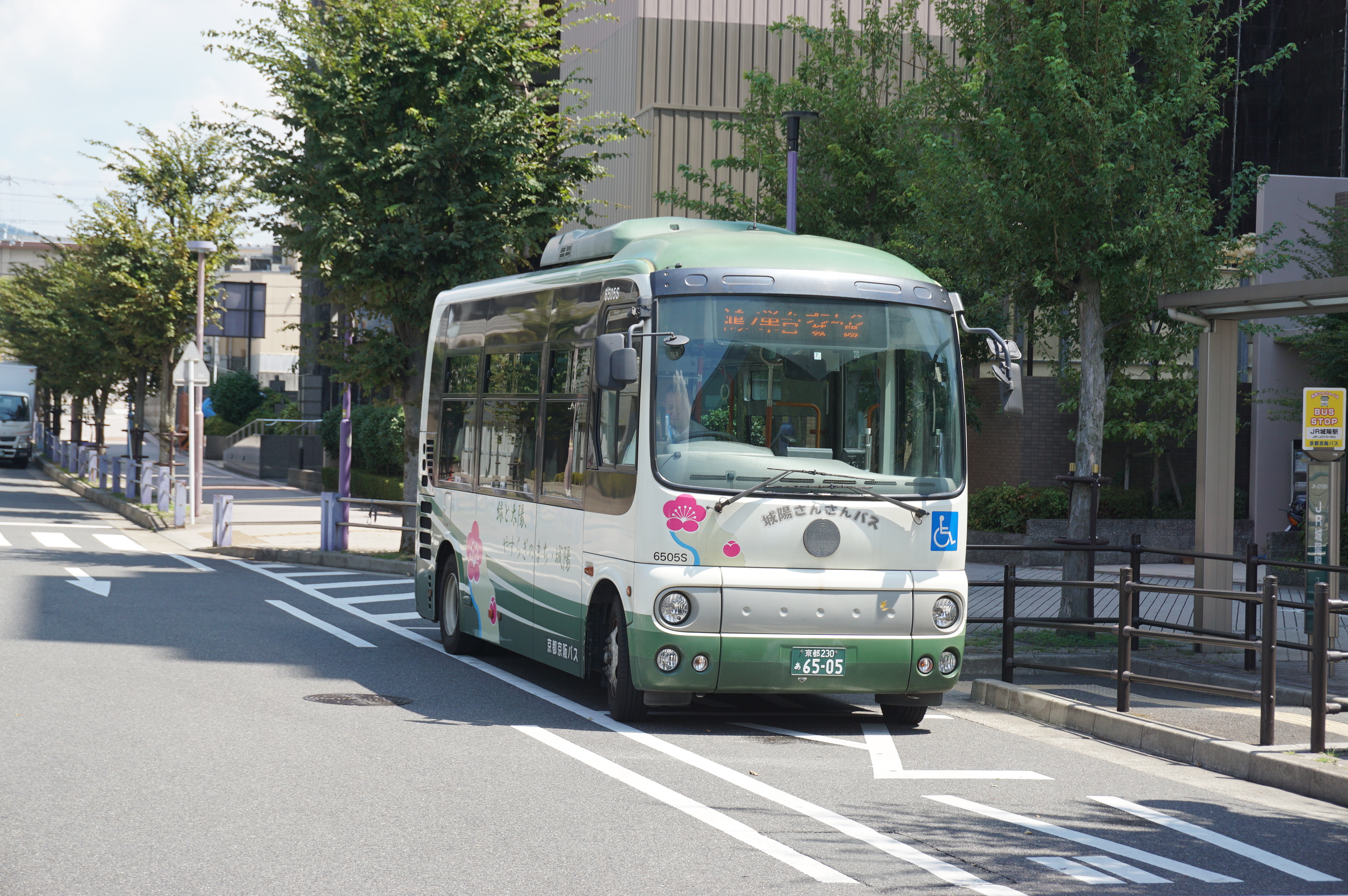
城陽さんさんバス
- 城陽市が運行主体となるコミュニティバス。京都京阪バス（八幡営業所）が運行受託。詳細は当該記事を参照。

青谷方面乗合タクシー
- 2012年3月をもって休止された京阪宇治バス（当時）の国立病院線の代替交通として、市南東部と中心部を結ぶ乗合タクシー。1日3往復、火曜日と木曜日に運行されており、アル・プラザ城陽西口停留所 - 城陽市役所停留所間は、北行きは降車のみ、南行きは乗車のみのクローズドドア制となっている。

そのほか、路線バスが運行されていない市北西部では、京都きづ川病院の送迎バスを通院以外の目的でも乗車可能とする協力が行われている。

### 道路

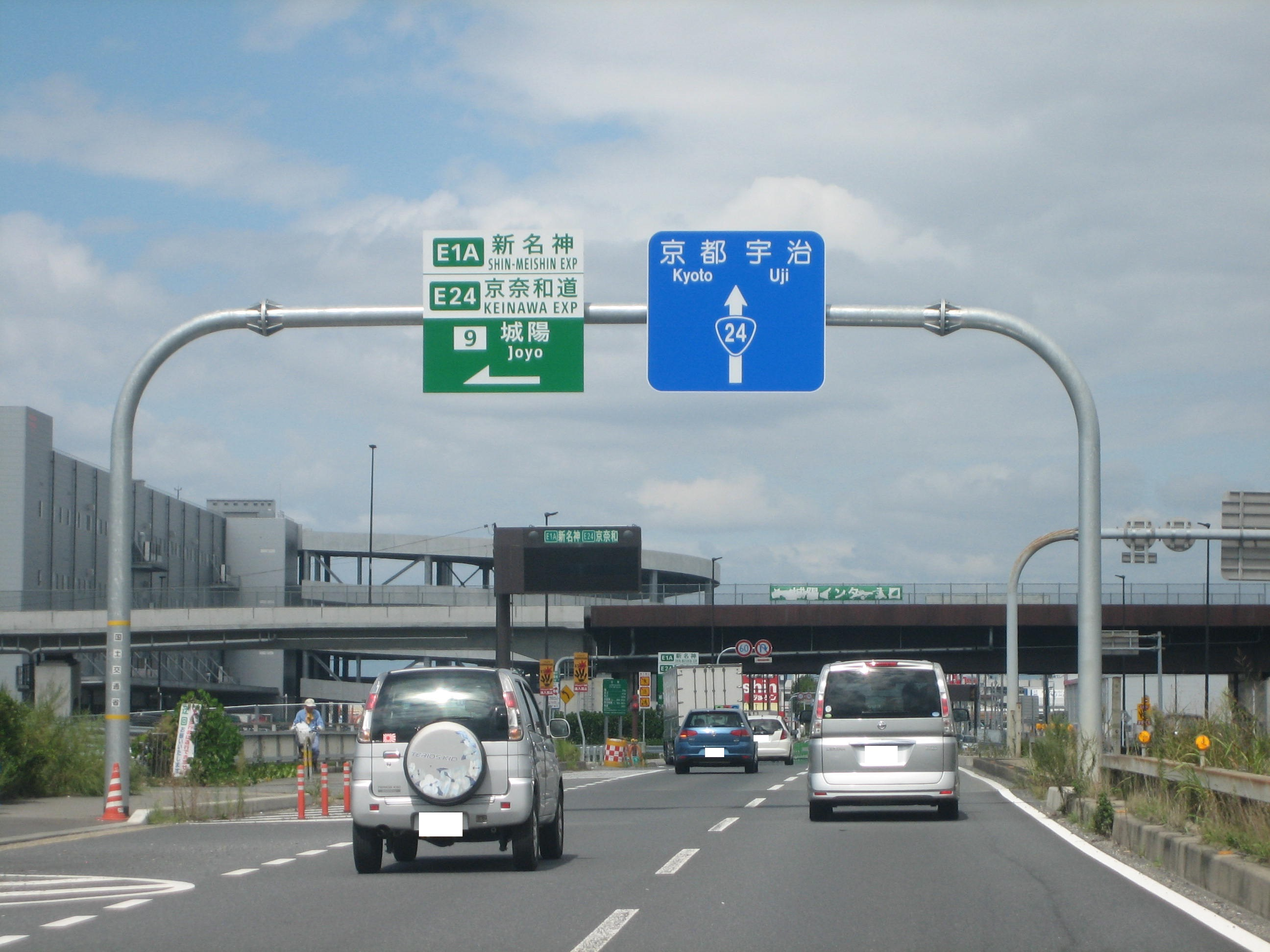
城陽JCT/IC

#### 高速道路
- E1A 新名神高速道路
  - 城陽JCT/IC -
- E24 京奈和自動車道（国道24号京奈道路、有料）
  - - 城陽IC -

#### 国道
- 国道24号（大久保バイパス）
- 国道307号
  - 山城大橋

#### 府道
主要地方道
- 京都府道69号城陽宇治線（旧国道24号）
- 京都府道70号上狛城陽線

一般府道
- 京都府道251号富野荘八幡線
- 京都府道252号寺田水主線
- 京都府道253号富野荘停車場線
- 京都府道254号長池停車場線
- 京都府道255号山城青谷停車場線
- 京都府道256号山城総合運動公園城陽線
- 京都府道281号八幡城陽線
- 京都府道282号内里城陽線

## 観光

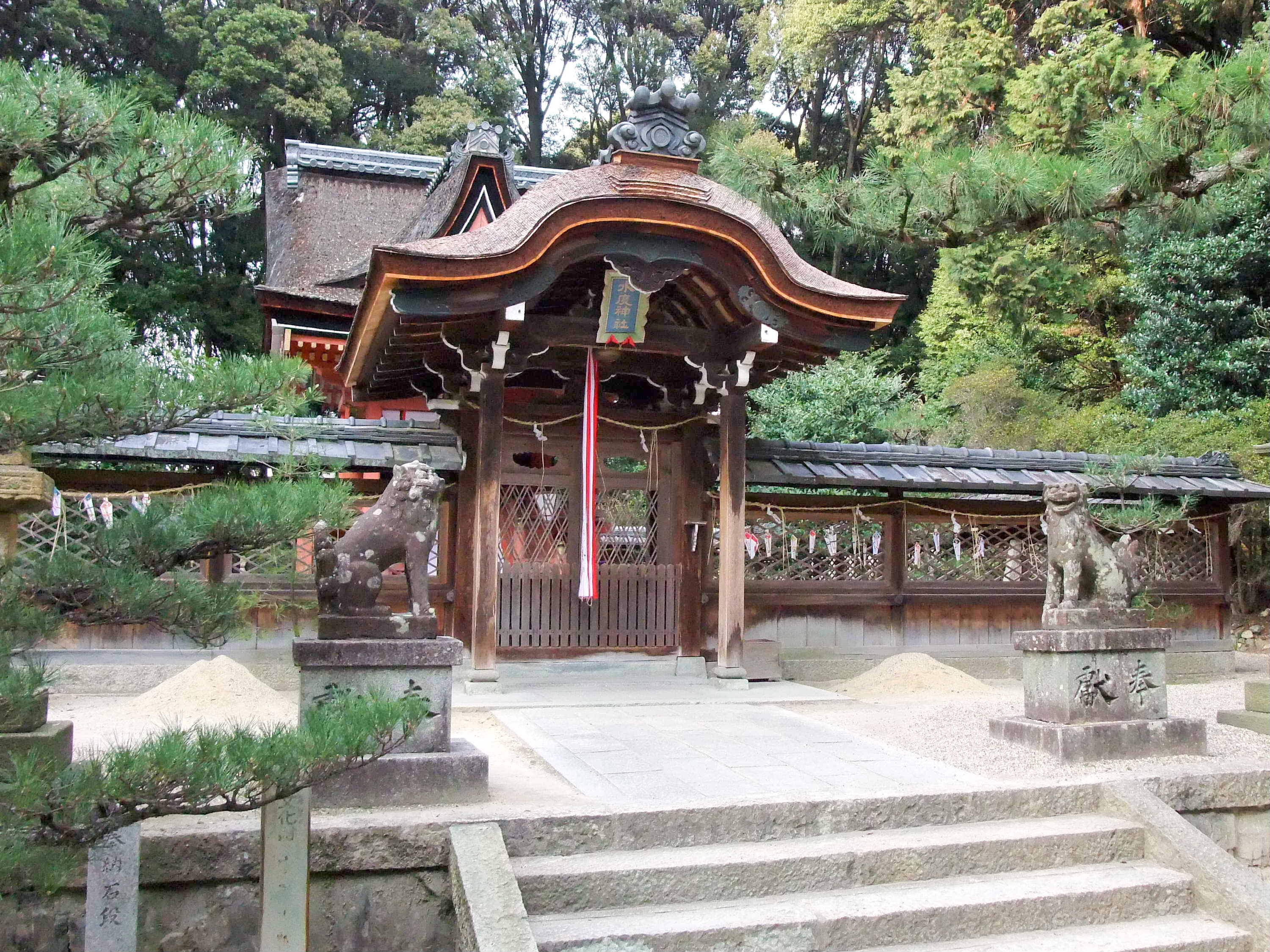
水度神社

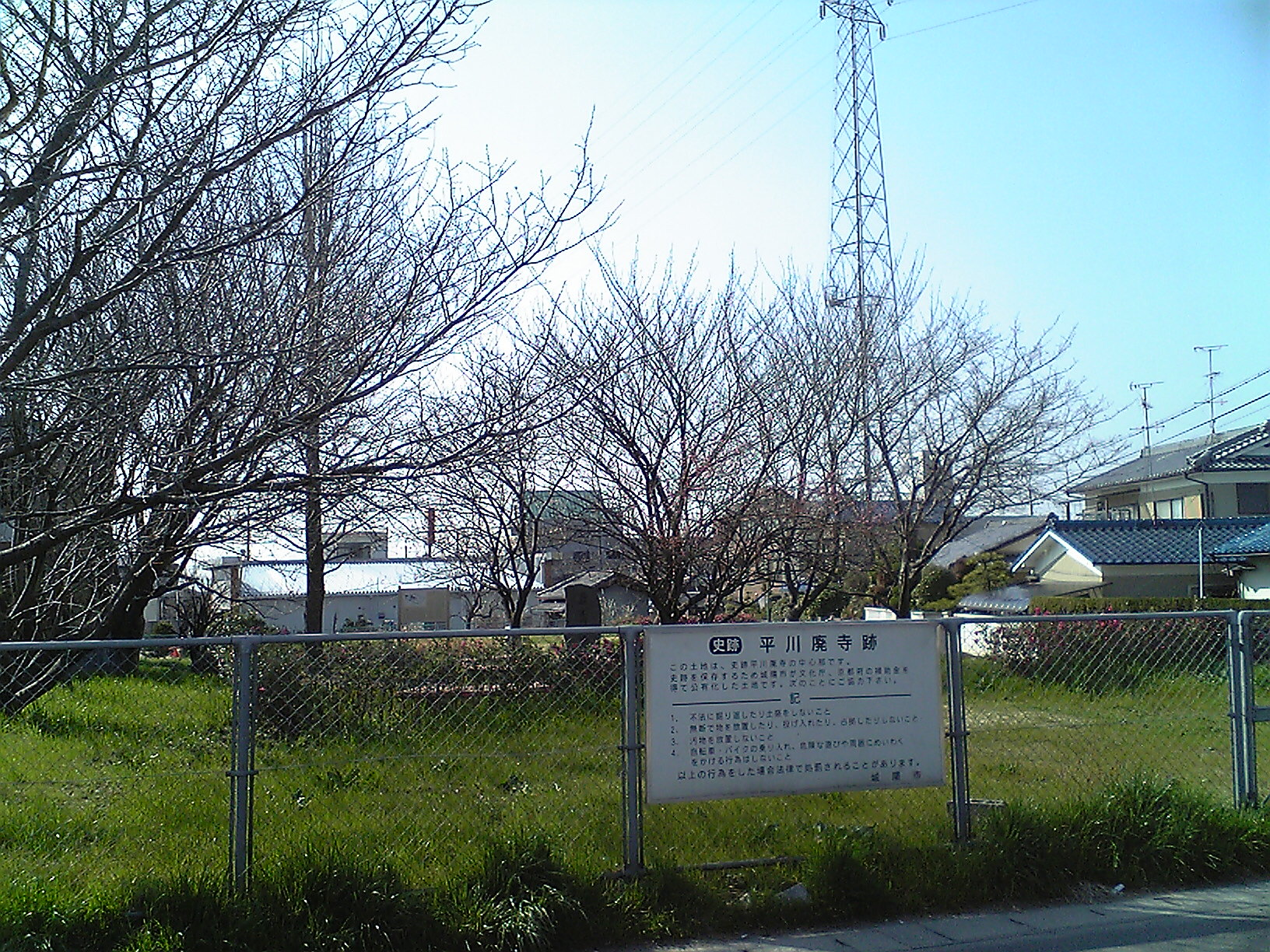
平川廃寺跡

### 名所・旧跡
主な寺院
- 阿弥陀寺 - 木造薬師如来立像（重要文化財）
- 弘願寺
- 平川廃寺跡 - 国の史跡

主な神社
- 水度神社 - 本殿（重要文化財）
- 荒見神社 - 本殿（重要文化財）
- 久世神社 - 本殿（重要文化財）
- 中天満神社
- 平井神社
- 水主神社

主な古墳
- 久津川古墳群
  - 久津川車塚古墳
  - 久世小学校古墳
  - 芝ヶ原古墳
  - 芭蕉塚古墳
  - 丸塚古墳

主な史跡
- 正道官衙遺跡

※「重要文化財」は国指定の重要文化財を指す

### 観光スポット
- 青谷梅林 - 広さ20ha、1万本の梅林
- 鴻ノ巣山運動公園
- 京都サンガF.C.東城陽グラウンド（サンガタウン城陽）
- ロゴスランド - 2018年にオープンしたアウトドアレジャーテーマパーク
- 京都城陽プレミアム・アウトレット - 三菱地所・サイモンが運営するアウトレットモール。2024年春にオープン予定。

## 文化・名物

### 祭事・催事
- 城陽茶まつり - ー茶生産組合、茶業青年団、茶華道連盟

口切の儀　お茶の町城陽　抹茶｢鷺坂の昔｣　てん茶｢浜茶｣
- TWINKLE JOYO - ロゴスランドを舞台に20万球のイルミネーションが彩る光のページェント

### 名産・特産

#### 特産品
- イチジク
- 金銀糸
- サツマイモ (寺田芋)
- 梅 (青谷)
- 茶

### スポーツ
サッカー
- 京都サンガF.C.（Jリーグ・J2リーグ）

野球
- 京都城陽ファイアーバーズ（JABA）

## 出身関連著名人
- 木村庄助（太宰治『パンドラの匣』小説・映画原作の日誌の書き手）
- 木村重信（美術史家、大阪大学名誉教授）
- 木村草弥（歌人、詩人）
- 築山桂（小説家）
- 服部裕輔（Sun Asterisk創業者）
- やのぱん（タレント）
- 玉山鉄二（俳優）
- 大西順子（ピアニスト）
- 内海哲也（元プロ野球選手）
- 加登脇卓真（元プロ野球選手、警視庁警察官）
- 河端龍（元プロ野球選手）
- 川口知哉（元プロ野球選手）
- 駒居鉄平（元プロ野球選手）
- 三上真司 （元プロ野球選手）
- 堀井恒雄 （元プロ野球選手）
- 藏田茂樹（元プロサッカー選手）
- 廣瀬浩二（プロサッカー選手、栃木SC所属）
- 森岡亮太（プロサッカー選手、RSCアンデルレヒト所属）
- 若月弘一郎（フリーアナウンサー）
- 大西麻恵（女優）
- さとう里香（タレント、グラビアアイドル）
- 里内信夫（声優）
- 竹村豪氏（プロレスラー）
- 寺地永（元城陽市市議会議員、元OPBF東洋太平洋ライトヘビー級チャンピオン）
- 寺地拳四朗（プロボクサー、WBC世界ライトフライ級王者）
- 三船雅彦 （プロロードレース選手、マトリックス・パワータグ所属）
- 中道瞳（バレーボール選手、東レアローズ所属）
- 柴田博之（走幅跳選手、陸上競技指導者）
- VOG（シンガーソングライター）
- 田中純弥（ミュージシャン、「あのHUMPTY」）
- 奥田英貴（ミュージシャン、「Sucrette」）
- 大垣知哉（ミュージシャン、俳優）
- 延増惇 (元福島放送アナウンサー、現テレビ朝日記者）
- 華夜（漫画家）
- 安田淳一（映画監督）

## 作品
城陽市を舞台とした作品
※発表順

### 映画
- 将軍家光の乱心 激突 - 1989年の日本映画で、アクション監督・千葉真一による騎馬・炎上シーンをオープンセットが組まれて撮影[6]